# Акменкас
А́кменкас (латыш. Akmenkas ezers; А́кменка, латыш. Akmenka; А́кменькас, латыш. Akmeņkas ezers; А́кменю, латыш. Akmeņu ezers; Ка́тринишку, латыш. Katrinišku ezers) — проточное озеро в Деменской волости Аугшдаугавского края Латвии. Входит в состав группы озёр Деменской ложбины. Относится к бассейну Даугавы.
Озеро Акменкас находится в полукилометре юго-восточнее села Демене, на высоте 146,6 м над уровнем моря в Деменской субгляциальной ложбине. Площадь водной поверхности озера — 22 га (по другим данным — 21,5 га или 20 га). Наибольшая глубина — 5 м, средняя — 2,2 м.
Через протоку на севере сообщается с озером Бригенес. Из южной оконечности озера вытекает река Страумене, впадающая в Компоту, являющуюся притоком Лауцесы. Площадь водосборного бассейна озера равняется 18,9 км².